# Dârmănești
Dârmănești – wieś w Rumunii, w okręgu Ardżesz, w gminie Dârmănești. W 2011 roku liczyła 965 mieszkańców.